# Chevrolet Spark
Chevrolet Spark er en mikrobil fra Chevrolet, som afløste Chevrolet Matiz i marts 2010. I Indien hedder modellen Chevrolet Beat og i Australien Holden Barina Spark. I Sydkorea hedder modellen Daewoo Matiz og har derved beholdt forgængerens navn.

## Motorer
Spark findes med to benzinmotorer på 1,0 liter med 68 hk og 1,2 liter med 82 hk.